# غريازوفيتس
غريازوفيتس (بالروسية: Грязовец) هي إحدى مدن روسيا في الكيان الفدرالي الروسي فولوغدا أوبلاست.